# Политические исследования
«Полити́ческие иссле́дования» («ПО́ЛИС») — российский научный журнал в области политологии и политической социологии. Выходит шесть раз в год на русском языке. На страницах журнала обсуждаются вопросы политической теории, мирового политического развития, модернизация российской политии.
Учредители — редакция журнала, Институт социологии РАН, Российская ассоциация политической науки. Включён в Список научных журналов ВАК Минобрнауки России.

## История
В 1971—1990 годах при Институте международного рабочего движения АН СССР выходил журнал «Рабочий класс и современный мир» (печатался издательством «Наука»). В 1990 году институт был преобразован в Институт сравнительной политологии, а с 1991 года издание переименовано в «Полис. Политические исследования: Научный и культурно-просветительский журнал».
По данным Роскомнадзора, печатное СМИ журнал «ПОЛИС. Политические исследования» зарегистрировано в РФ 17.02.2009, номер свидетельства: ПИ № ФС 77 — 35342. Формально, по составу учредителей, государственной регистрации, юридическим лицам, журналы «ПОЛИС. Политические исследования» и «Полис. Политические исследования: Научный и культурно-просветительский журнал» — это разные издания со сходными названиями.

### Главные редакторы
- к.и.н. Ю. М. Гарушянц (1971—1973, и. о.)
- д.филос.н. А. И. Соболев (1973—1981)
- д.филос.н. И. К. Пантин (1982—2001)
- к.т. н. А. С. Кузьмин (2001—2002, и. о.)
- д.пол.н. М. В. Ильин (2002—2005)
- д.филос.н. Л. Е. Бляхер (2006—2007, и. о.)
- д.соц.н. С. В. Чугров (с 2007)

## Редакционная коллегия
В состав редколлегии входят: д.филос.н. Т. А. Алексеева, к.пол.н. В. Я. Гельман, д.пол.н. М. В. Ильин, д.соц.н. П. М. Козырева, к.х.н. В. В. Лапкин (зам. главного редактора), д.пол.н. М. М. Лебедева, д.филос.н. О. Ю. Малинова, к.филос.н. Б. В. Межуев, д.филос.н. А. Ю. Мельвиль, к.и.н. С. В. Патрушев, д.и.н. и д.пол.н. Я. А. Пляйс, член-корр. РАН И. С. Семененко, д.и.н. В. М. Сергеев, д.филос.н. Л. В. Сморгунов, д.пол.н. А. И. Соловьёв, к.и.н. А. А. Сушенцов, д.и.н. Л. А. Фадеева, д.филос.н. Е. Б. Шестопал.